# Maillet, Allier
Maillet là một xã ở tỉnh Allier thuộc miền trung nước Pháp.